# Der Mann, der aus dem Norden kam
Der Mann, der aus dem Norden kam (Originaltitel: Frontera al sur) ist ein 1966 entstandener Italowestern in spanisch-italienischer Koproduktion mit George Hilton in der Hauptrolle. Die deutschsprachige Erstaufführung erfolgte Jahre später und gekürzt am 25. Oktober 1974.

## Handlung
Das kanadische Militär muss einen Goldtransport durch ein Gebiet durchführen, das von mehreren Banden von Plünderern und Indianern beherrscht wird, die alle unter dem Kommando des geheimnisvollen McCoy, auch „Renegade“ genannt, stehen. Die Verantwortung für den Transport wird Major Zachary Becker übergeben, dem bei einem Überfall der ehemalige Mountie Kitosch zu Hilfe kommt, ein undisziplinierter, aber erfahrener Waldläufer. Diesem wiederum ist ein Indianerstamm auf den Fersen, da er sich ihnen gegenüber aggressiv gezeigt hat.
Als Major Becker in den Wassern eines Flusses verschwindet, übernimmt Kitosch seine Identität und schließt sich einem Leichenzug von fünf Witwen mit den Särgen ihrer Männer, eskortiert von Rotröcken, an. Die Gruppe gelangt nach Fort Eagle, das sie aber zerstört vorfinden; als Kitosch herausfindet, dass die Särge das Gold des Militärs enthalten, werden sie von Renegade und seinen Leuten angegriffen. Kitosch gelingt es, das Gold gegen Banditen und Indianer zu verteidigen, Renegade als den Indianermissionar zu identifizieren und ihn zu töten.

## Kritik
Der „Routinewestern“ tauscht die westlichen Prärielandschaften gegen den kanadischen Hintergrund aus und habe einige gute Bilder, wogegen die Schauspieler armselig seien, meinten „Film Mese“.

## Bemerkungen
Italienischer Titel des Films ist Kitosch, l'uomo che veniva dal nord. Dort spielte der Film 105 Mio. Lire ein.